# Port de mer au soleil couchant
Le Port de mer au soleil couchant est une œuvre réalisée en 1639 par le peintre Claude Gellée dit le Lorrain. Depuis 1693, elle est entrée dans les collections royales puis du musée du Louvre et, en 2016, elle est exposée dans le pavillon Richelieu, 2e étage, salle 15.

## Historique de l'œuvre

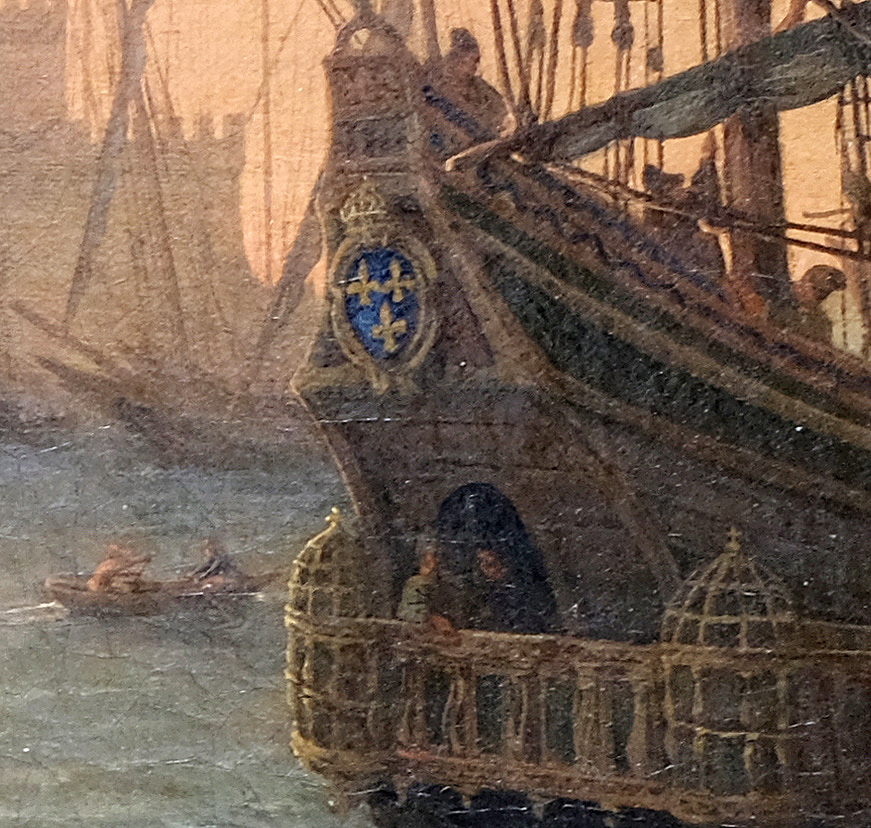
Version du Port de mer au soleil couchant avec les fleurs de lys sur les bateaux.

Le Port de mer au soleil couchant est réalisé en 1637 en parallèle avec une autre œuvre, La Fête villageoise, son pendant, toutes deux pour le pape Urbain VIII.
Toutefois, la version possédée par le Louvre ne correspond pas à cette œuvre initiale. En fait, le tableau du Louvre, réalisé en 1639, a probablement  été peint pour un amateur français en raison des fleurs de lys remplaçant, sur les pavillons des navires, les abeilles Barberini visibles dans la première version réalisée pour le pape Urbain VIII deux ans plus tôt. Cette version du Port de mer au soleil couchant avec les fleurs de lys appartient quelques années plus tard à Le Nôtre qui, en 1693, en fait don aux collections royales de Louis XIV.

## Description
Le Port de mer au soleil couchant est un tableau de taille moyenne (103 × 137 cm), plus petit que la majorité des œuvres du Lorrain.

### Une approche générique
Le thème du « Port de mer », est un des thèmes que Claude a le plus souvent traités, en particulier au cours de sa première période, entre 1630 et 1645. La mer y est en général encadrée d’un côté par des ruines ou une enfilade de palais à l’antique, tandis, que de l’autre, figurent des navires, en contre-jour, à proximité du rivage représenté la plupart du temps par une bande de terre horizontale animée par des personnages de promeneurs, de matelots ou de portefaix. En arrière-plan, dans un ciel calme déjà rougi par les lueurs du couchant, le soleil bas sur l’horizon éclaire par une lumière rasante les différents plans imprégnés à proportion de leur éloignement d’une lumière de plus en plus chaude.

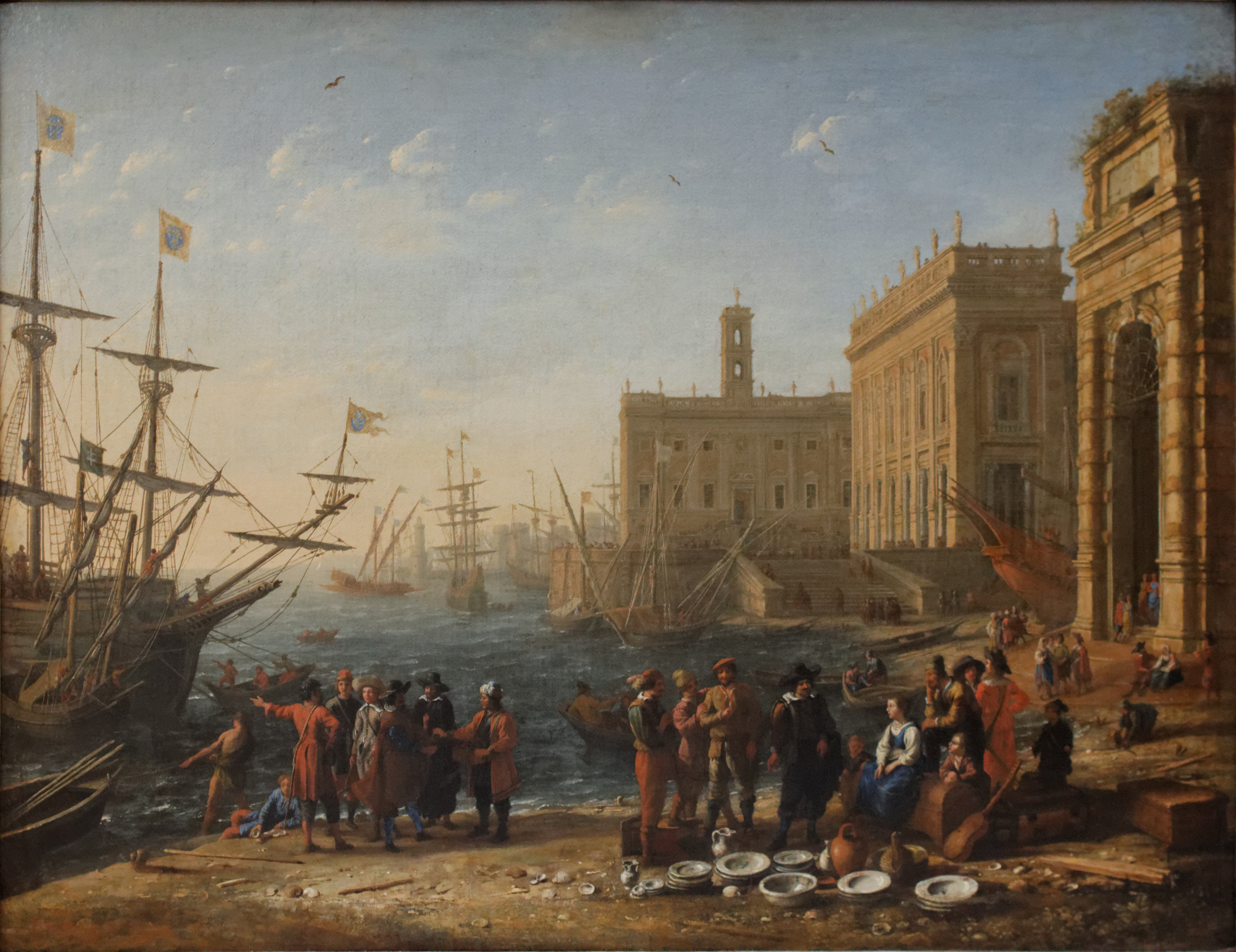
Vue d'un port avec le Capitole (1637).
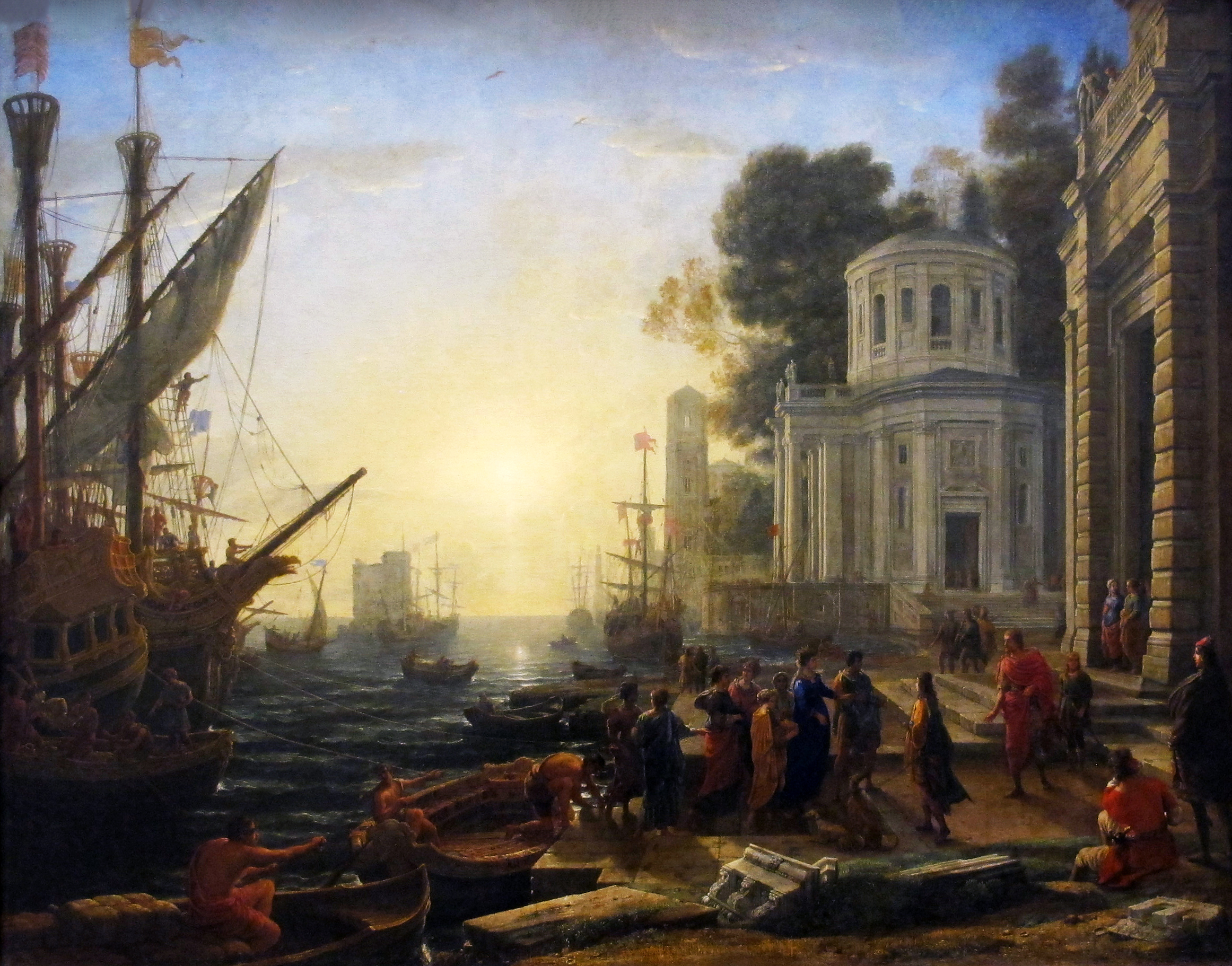
Le débarquement de Cléopâtre à Tarse (1642).

On retrouve dans le Port de mer au soleil couchant ces différents ingrédients.

### Spécificités du tableau

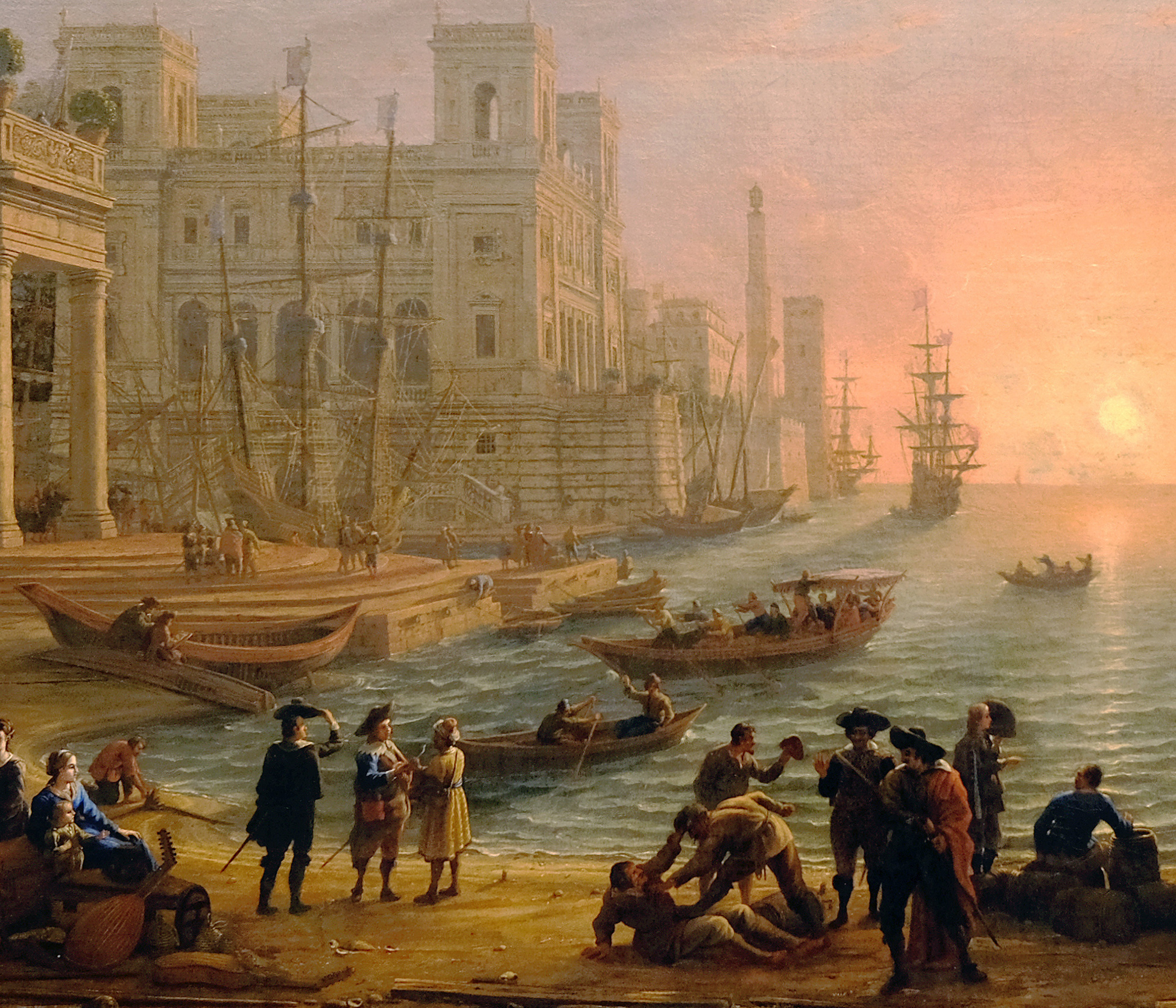
Détail du tableau : les bâtiments à gauche et la perspective aérienne par un dégradé d'intensité des couleurs.

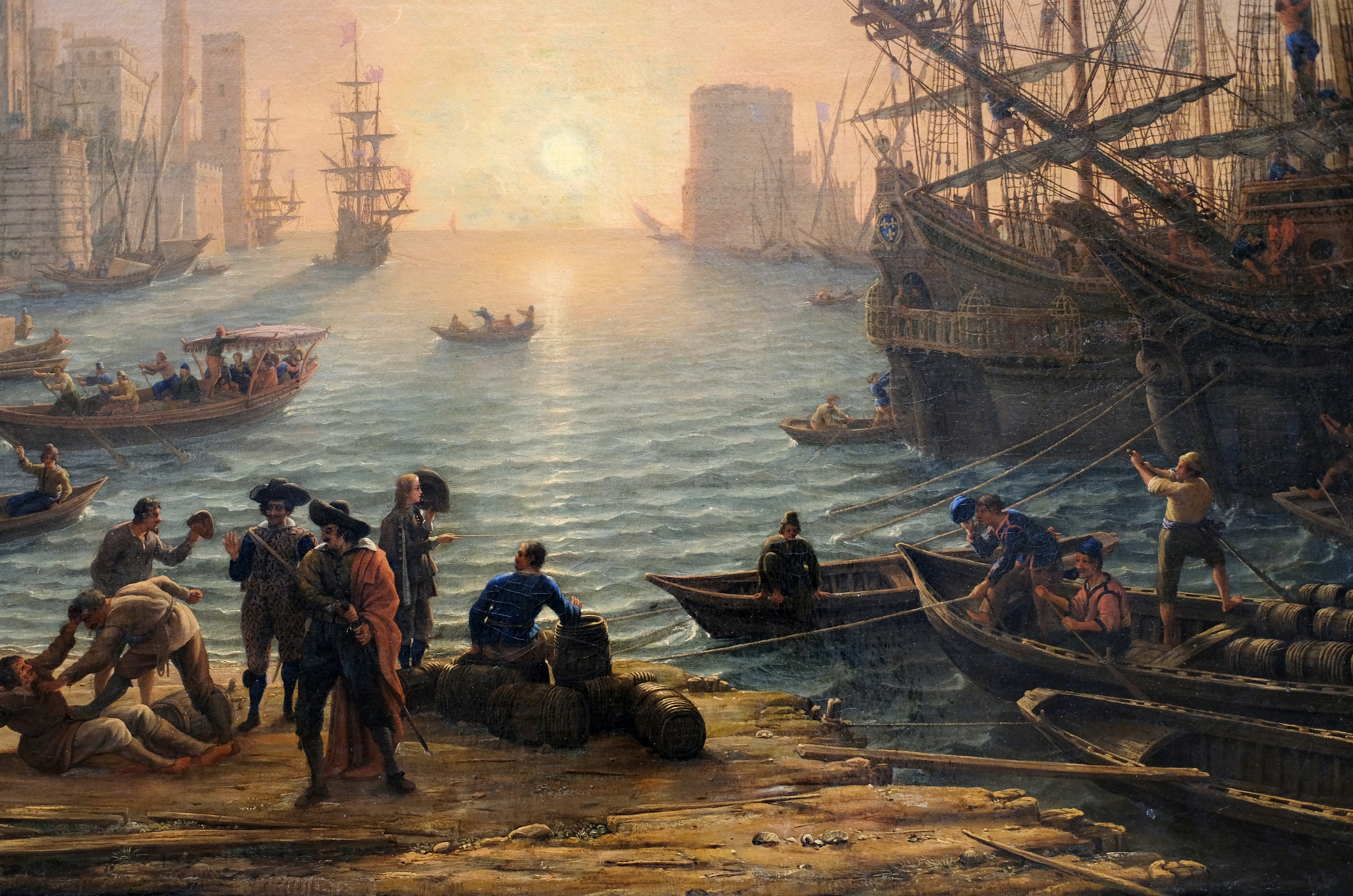
Détail du tableau : les bateaux à droite et l'opposition des tons chauds et froids.

Dans ce tableau la scène représentée de style italianisant, bien qu’issue de l'imagination du peintre, n’est pas irréelle : c’est une reconstitution du réel. En effet, architectures, bateaux, personnages ont été vus et rencontrés par l'artiste mais pas au même endroit, ni en même temps. On retrouve d’ailleurs certains de ces constituants dans d’autres tableaux.
Dans une succession de plans s’étendant du bas du tableau à l’horizon, le peintre décrit des scènes de moins en moins animées jusqu’au sujet central du tableau : le soleil. Cette représentation du port structurée par une remarquable perspective, tant géométrique qu’aérienne (dégradé des tons), est renforcée par les ombres portées du contre-jour, notamment celles des bateaux et personnages, et le point de vue, en hauteur, qui permet une vision en légère plongée.
Globalement le tableau baigne dans des tons jaunes, orangés, ocres et bleus. Du disque jaune pâle du soleil, la lumière traitée en nuances d'orangés envahit l'espace. À cette gamme chaude, s'ajoute une enveloppe sombre, celle résultant du contre-jour, faite d'ocres plus ou moins profonds. Les premiers plans sont traités avec des tons plus soutenus et froids. Des rehauts orangés achèvent l'unité picturale dans une représentation paradoxalement très réaliste et soucieuse du détail.

## Postérité
Si Émile Michel juge un peu sévèrement cette œuvre en déclarant :

« Le tableau cependant n’a pas l’ampleur d’exécution que Claude montrera plus tard. »

— Émile Michel - La Revue des Deux Mondes, tome 61, 1884.
Alain Jaubert souligne que :

« Après lui, les peintres oseront regarder le soleil en face. »

— dans son documentaire (Palettes, 1989).
En 2008, la poste française, dans sa série « chefs-d'œuvre de la peinture », a émis un timbre consacré à ce tableau.